# 絡み数

絡み数2の有向絡み目

絡み数（からみすう、英: Linking number）とは、数学において、3次元空間内の2つの有向閉曲線について片方がもう片方の周りをどちらの向きに何回周っているかを表す整数である。位相幾何学の一分野である結び目理論においては、2成分の有向絡み目に対して定義される不変量といえる。

## 定義
2つの有向結び目 J , K からなる絡み目 {J, K} を考える。それに対する絡み数Lk(J, K) は、以下のようにして定義される。
絡み目 {J, K} の射影図の交点のうち、J の成分と K の成分からなる交点に注目する。それらの交点は、以下のどちらかとなっているので左側の交点に +1, 右側の交点に −1 という符号を与え、射影図全体でのそれらの符号の総和を2で割ったものを絡み数 Lk(J, K) として定義する。2成分の絡み目では異なる成分からなる交点の個数は偶数なので、絡み数は整数値とる。

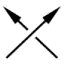
+1に対応する交点
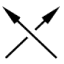
−1に対応する交点

あるいは、絡み目 {J, K} の射影図の交点のうち、J の成分と K の成分からなる交点の中でも、 K の成分が手前側にある交点のみに注目し、それらに対してさきほどと同様にして +1 または −1 の符号を与え、その総和を絡み数 Lk(J, K) として定義することもできる。このように定義しても Lk(J, K) = Lk(K, J) が成立する。

## 性質
前節で定義した絡み数は、絡み目の射影図によらず一定である。すなわち有向絡み目として不変量となっている。絡み目のうち片方の成分の向きを反転させると、絡み数の正負が反転するため、絡み数の絶対値を取るとこれは（向きを考えていない）絡み目の不変量となる。例えば2成分の絡み目であるホップ絡み目の絡み数の絶対値は1となるが、同じく2成分の絡み目であるホワイトヘッド絡み目の絡み数の絶対値は0なので、この2つの絡み目は同値でないことが分かる。
分離可能な2成分の絡み目の絡み数は 0 となるが、逆は成り立たない（前述のホワイトヘッド絡み目が反例となる）。

絡み数 1 の有向ホップ絡み目
絡み数 −1 の有向ホップ絡み目
絡み数 0 のホワイトホッド絡み目

## その他の定義

### 積分による定義
2成分の有向絡み目を2つの有向閉曲線と考え線積分を使って以下のように定義することもできる。x, y は K, J 上の点（の位置ベクトル）である。
{\displaystyle {\text{Lk}}(J,K)=\,{\frac {1}{4\pi }}\int _{J}\int _{K}{\frac {y-x}{|y-x|^{3}}}\cdot (dx\times dy).}

### ザイフェルト曲面を用いた定義
一方の成分 J について、J を境界として持つ向き付け可能な曲面を S とする。このとき J の向きに合わせた向きを S につけておく。さらに曲面 S と 閉曲線 K の交わりを考えるが、K が S に接する点がある場合は S を少しずらして解消しておく。この状態で、S と K の交わりとなっている有限個の交点において、K の接線ベクトルの向きとその点での S の法線ベクトルの向きが同じ側なら +1, 逆側なら −1 として符号を定め、全ての交点についてのその符号の和を Lk(J, K) とする（これは曲面 S の取り方によらない）。
このほか写像度を使った定義などもある。

## 絡み目と絡み目の絡み数
2成分の絡み目に対して定義される絡み数は、次のようにして2つの絡み目に対して拡張することができる。
すなわち、成分数 m の絡み目 LA と成分数 n の絡み目 LBについて、LA の成分を KA1, KA2, ... , KAm, LB の成分を KB1, KB2, ... , KBn としたとき、これらの絡み目同士の絡み数を
{\displaystyle {\text{Lk}}(L_{A},L_{B})=\sum _{1\leq i\leq m \atop 1\leq j\leq n}{\text{Lk}}(K_{Ai},K_{Bj})}
として定義する。

## 全絡み数
成分数 n の有向絡み目 L の成分を K1, K2, ... , Kn としたとき、以下の式によって定義される Lk(L) を L の全絡み数（ぜんからみすう、total linking number）または総絡み数（そうからみすう）という。これも有向絡み目の不変量となる。
{\displaystyle {\text{Lk}}(L)=\sum _{1\leq i<j\leq n}{\text{Lk}}(K_{i},K_{j})}
完全分離可能な絡み目の総絡み数は 0 となる。